# Melissa Leo
Melissa Leo (Manhattan, 14 de septiembre de 1960) es una actriz estadounidense ganadora del Óscar. Es conocida por su papel de Kay Howard en la serie de televisión Homicide: Life on the Street, que se emitió desde 1993 hasta 1997.
En 2009, recibió su primera nominación al Óscar como mejor actriz por la película Frozen River. En 2010, protagonizó junto a Amy Adams y Mark Wahlberg la película The Fighter interpretando a Alice Ward por la cual ganó el Óscar, el Premio del Sindicato de Actores y un Globo de Oro, todos ellos en la categoría de mejor actriz de reparto. Ese mismo año, se convirtió en una de las protagonistas de la serie de HBO Treme interpretando a Antoinette «Toni» Bernette.

## Biografía
Melissa Leo nació en Manhattan, Nueva York. Es la hija de Peggy (de soltera, Chessington), una maestra nacida en California, y de Arnold Leo III, editor de Grove Press, pescador, y portavoz de la asociación Baymen de East Hampton. Leo se crio en el Lower East Side de Manhattan y pasaba los veranos en casa de su padre en Springs, una sección de East Hampton, Nueva York.
Antigua residente de Putney, Vermont, ahora vive en Stone Ridge, Nueva York.

## Carrera
Melissa comenzó su carrera de actriz en el año 1985 en la serie dramática All My Children interpretando a Linda Warner. Por su actuación recibió una nominación a los Premios Daytime Emmy en la categoría Ingenua Sobresaliente / Mujer en una serie dramática. Luego de esto, Leo apareció en varias películas incluyendo A Time of Destiny, Last Summer in the Hamptons, Venecia/Venecia, y entre sus apariciones en televisión se destacó su interpretación de la detective sargento Kay Howard en Homicide: Life on the Street hasta 1997. Tres años más tarde, repitió su papel en la película para televisión, Homicide: The Movie. Después de una breve pausa de tres años en el cine, la vuelta de Melissa se produjo con la película de Alejandro González Iñárritu 21 gramos recibida con la aclamación de la crítica. Apareció en un papel secundario junto a Sean Penn, Naomi Watts, Benicio del Toro y Clea DuVall. Por esta película Leo compartió con el elenco el premio al Mejor Conjunto de Actuación, otorgado por la Sociedad de Críticos de Cine de Phoenix en 2003, y quedó en el segundo puesto en los premios otorgados por Asociación de Críticos de Cine de Los Ángeles como Mejor Actriz de Reparto.

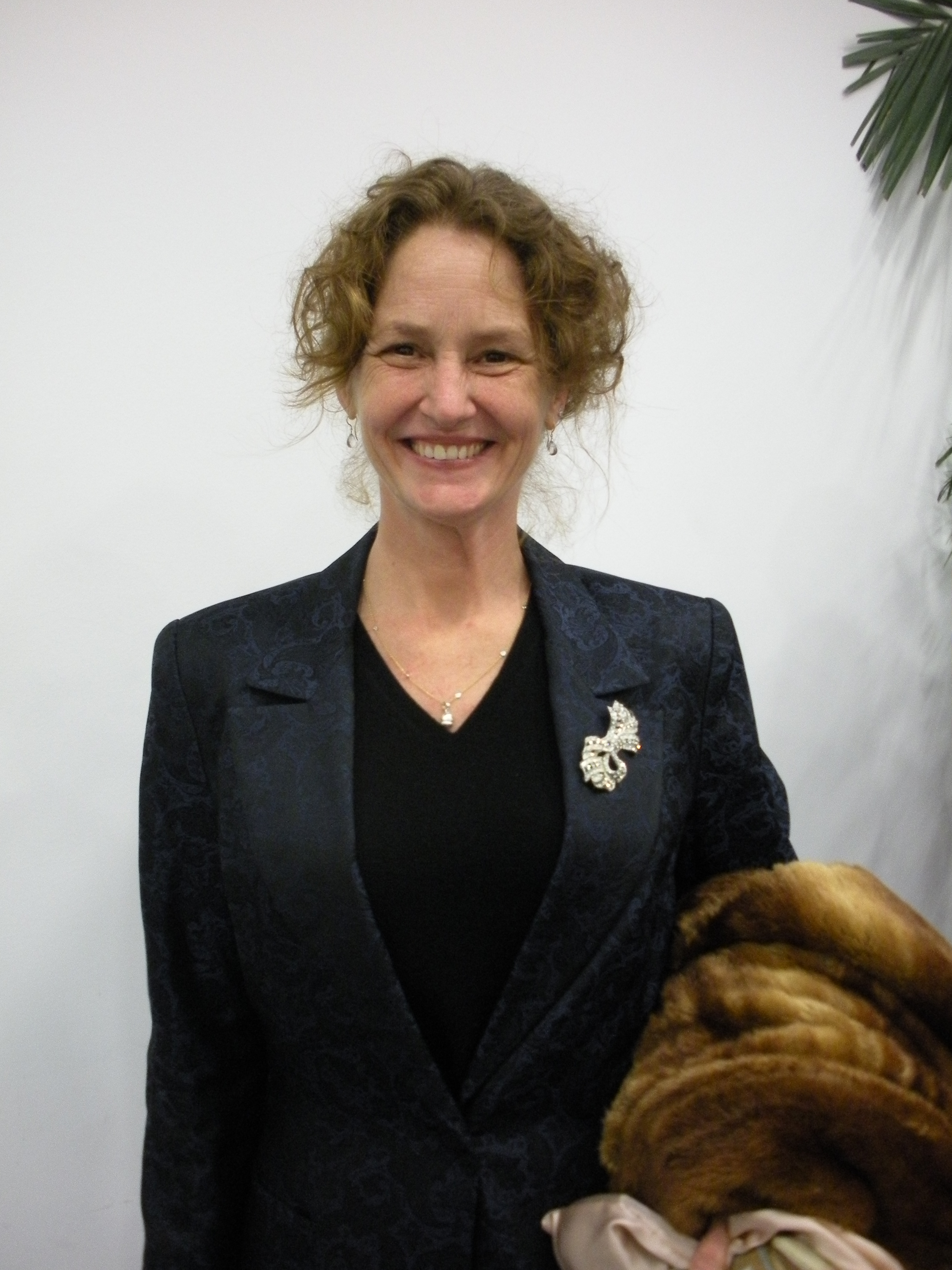
Melissa Leo en Hollywood Film Festival 2011

Leo apareció en papeles secundarios en toda la década de 2000, incluyendo la película de suspenso Hide and Seek, la película independiente American Gun, ambas en 2005, y un pequeño papel en la comedia Mr. Woodcock. En 2006, ganó el Bronce Wrangler en los Premios Wrangler Western en la categoría de Imágenes excepcionales cinematográficas por Los tres entierros de Melquiades Estrada, compartido con Tommy Lee Jones, quien también produjo la película.
En 2008, ganó el premio Actor Maverick y también el premio a la Mejor Actriz en el Festival de Cine Independiente Método por Lullaby. Ese mismo año, Leo ganó elogios de la crítica por su actuación en la película Frozen River ganando numerosos premios que incluyen el de Mejor Actriz otorgado por los Premios Independent Spirit, el premio Spotlight otorgado por Consejo Nacional de Crítica de Cine y siendo nominada como Mejor Actriz en los Premios del Sindicato de Actores, Asociación de Críticos de Retransmisiones Cinematográficas y en los Premios Óscar. El crítico Roger Ebert respaldó su victoria, declarando: 

Mejor actriz: Melissa Leo. Qué actuación tan completa, que evoca la vida de una mujer en un momento de dificultades económicas. La más oportuna de las películas, pero eso no es razón suficiente. Me llamó la atención la intensidad con que estaba determinado a hacer los pagos, mantener a sus dos hijos, continuar después de su abandono por parte de su marido, y seguir manteniendo las normas y metas de la casa. Esta fue una mujer heroica.

Después de Frozen River, Leo continuó apareciendo en varias películas independientes, entre las que se encuentra Predisposed, y tuvo un papel secundario en la película de 2008 Righteous Kill, con Al Pacino y su coprotagonista de Hide and Seek, Robert De Niro.
Leo apareció en una serie de películas a lo largo de 2009, incluyendo La vida según Greta, junto a Ellen Burstyn y Hilary Duff, y la película basada en el libro de Paulo Coelho, Veronika decide morir junto a Sarah Michelle Gellar, Jonathan Tucker y Erika Christensen. A finales del mismo año se presentó en el Festival de Cine de Sundance la película independiente de drama dirigida por Jake Scott, Welcome to the Rileys. El rodaje de la misma tuvo lugar en Nueva Orleans a finales del otoño de 2008 y sus coprotagonistas fueron Kristen Stewart y James Gandolfini.
En 2010, recibió elogios por su papel en la película dirigida por David O. Russell, The Fighter. Rick Bentley de The Charlotte Observer dijo:

Ambos actores (Mark Wahlberg y Christian Bale) son muy buenos, pero consiguen ser expulsados fuera de la pantalla por Melissa Leo, quien interpreta a su madre, Alice Ward. Leo es digna de un Oscar, el retrato de Alice como una manipuladora maestra va más allá de actuar a una transformación total.

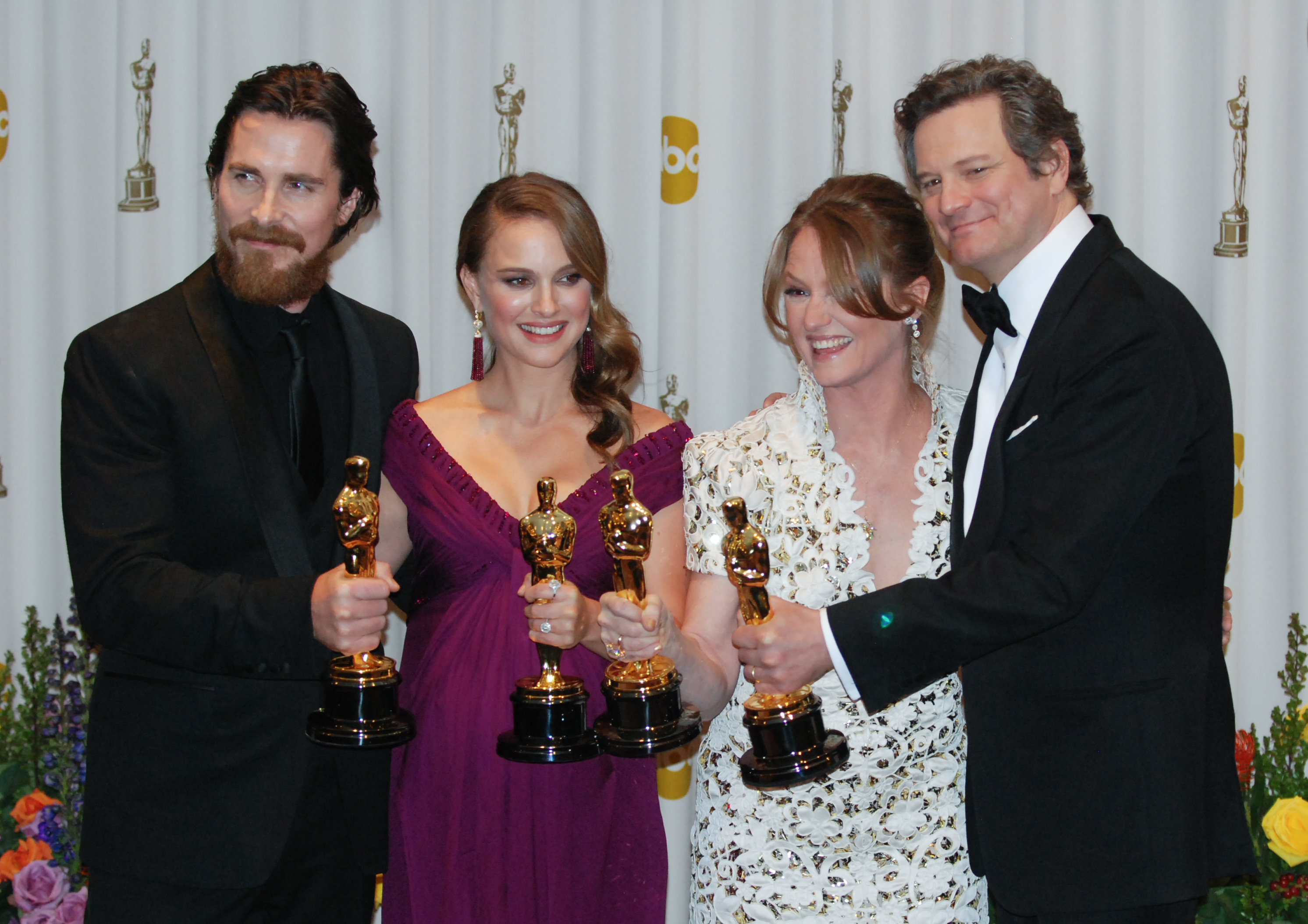
Christian Bale, Natalie Portman, Melissa Leo y Colin Firth en los Premios Óscar 2011

Roger Ebert se refirió a ella como "dientes-gratingly brillante actuación". Por su interpretación ganó varios premios, incluyendo el Globo de Oro, Asociación de Críticos de Cine de Dallas/Fort Worth, Premios del círculo de críticos de Nueva York, Sindicato de actores y finalmente recibió el Premio Ósca] a la Mejor Actriz de Reparto. Al aceptar su Óscar, Leo dijo: 

¡Cuando vi a Kate [Winslet] hace dos años, se veía tan jodidamente fácil!

Posteriormente se disculpó por usar malas palabras, admitiendo:

No era un lugar muy apropiado para usar esa palabra en particular ... esas palabras, pido disculpas a cualquier persona que ofendiera.

Tras su victoria en los Óscar, Leo apareció en la miniserie de HBO, Mildred Pierce (2011) junto a Kate Winslet, Evan Rachel Wood y Guy Pearce. Su actuación le valió una nominación al Emmy como Mejor Actriz de Reparto en una Miniserie o Película. Luego, entre sus trabajos del mismo año se encuentra la comedia independiente Red State, protagonizada junto a Michael Parks, John Goodman y Michael Angarano.
En 2012, entre sus actuaciones destacadas se encuentra su participación en la comedia Why Stop Now junto a Jesse Eisenberg y Tracy Morgan. Además de esta película Melissa cuenta con una pequeña interpretación en la serie Louie por la que ganó el Premio Primetime Emmy en la categoría de Mejor Actriz Invitada - Serie de comedia. El 14 de octubre de ese mismo año se produjo el estreno mundial de El vuelo en la noche de clausura del Festival de Cine de Nueva York. En la misma interpretará a Ellen Block, una investigadora en jefe de la NTSB, que será la encargada de juzgar la actuación del piloto Whip Whitacker (Denzel Washington) en un aterrizaje de emergencia. La película cuenta con la participación de Don Cheadle, John Goodman y Kelly Reilly, entre otros.
En 2013 destacó por su participación en la película de ciencia ficción Oblivion, donde interpreta a Sally, la comandante de la misión que tiene como objetivo los recursos vitales del planeta luego de que este fuera atacado por extraterrestres. Dirigido y coproducido por Joseph Kosinski, el film fue protagonizado por Tom Cruise, Morgan Freeman y Olga Kurylenko, entre otros. El 5 de agosto se estrenó en Nueva York The Butler donde interpreta a la primera dama Mamie Eisenhower, esposa del Presidente estadounidense Dwight David Eisenhower. El film fue protagonizado por Forest Whitaker, Oprah Winfrey, Terrence Howard, Mariah Carey, entre otros, y cuenta la historia de un mayordomo (Whitaker) de la Casa Blanca que sirve a ocho presidentes y relata los cambios que se produjeron durante sus mandatos.

## Vida privada
Leo tiene un hijo con su exnovio, el actor John Heard, llamado John Matthew Heard (nacido en 1987), y años después adoptó a Adam Leo (nacido en 1984).

## Filmografía

### Películas
| Año  | Película                                  | Personaje                                        | Notas                                                      |
| ---- | ----------------------------------------- | ------------------------------------------------ | ---------------------------------------------------------- |
| 1985 | Always                                    | Peggy                                            |                                                            |
| 1985 | Streetwalkin                              | Cookie                                           |                                                            |
| 1985 | Silent Witness                            | Patti Mullen                                     | Película para televisión                                   |
| 1986 | Deadtime Stories                          | Judith 'MaMa' Baer                               |                                                            |
| 1988 | A Time of Destiny                         | Josie Larraneta                                  |                                                            |
| 1989 | Nasty Boys                                | Katie Morrisey                                   | Película para televisión                                   |
| 1990 | The Bride in Black                        | Mary Margaret                                    | Película para televisión                                   |
| 1991 | Sentencia olvidada                        | Cassie                                           | Película para televisión                                   |
| 1992 | Immaculate Concepcion                     | Hannah                                           |                                                            |
| 1992 | Venice/Venice                             | Peggy                                            |                                                            |
| 1993 | La balada del pequeño Jo                  | Beatrice Grey                                    |                                                            |
| 1994 | Garden                                    | Elizabeth                                        | Cortometraje                                               |
| 1995 | Last Summer in the Hamptons               | Trish Axelrod                                    |                                                            |
| 1995 | In the Line of Duty: Hunt for Justice     | Carol Manning                                    | Película para televisión                                   |
| 1997 | Under the Bridge                          | Kathy                                            |                                                            |
| 1999 | 24 Hour Woman                             | Dra. Suzanne Pincus                              |                                                            |
| 1999 | Code of Ethics                            | Jo DeAngelo                                      |                                                            |
| 2000 | Homicide: The Movie                       | Det. Sgt. Kay Howard                             | Película para televisión                                   |
| 2000 | Fear of Fiction                           | Sigrid Anderssen                                 |                                                            |
| 2003 | 21 gramos                                 | Marianne Jordan                                  |                                                            |
| 2004 | First Breath                              | Detective Waxman                                 | Cortometraje                                               |
| 2004 | From Other Worlds                         | Miriam                                           |                                                            |
| 2005 | Hide and Seek                             | Laura                                            | El escondite, en España; Mente siniestra en Hispanoamérica |
| 2005 | Runaway                                   | Lisa Adler                                       |                                                            |
| 2005 | No Shoulder                               | Ruth                                             | Cortometraje                                               |
| 2005 | Patch                                     | Maelynn                                          |                                                            |
| 2005 | Los tres entierros de Melquiades Estrada  | Rachel                                           |                                                            |
| 2005 | American Gun                              | Louise                                           |                                                            |
| 2005 | Confess                                   | Agnes Lessor                                     |                                                            |
| 2006 | Stephanie Daley                           | Miri Daley                                       |                                                            |
| 2006 | The Limbo Room                            | KC Collins                                       |                                                            |
| 2006 | Hollywood Dreams                          | Aunt Bee                                         |                                                            |
| 2006 | The House is Burning                      | Mrs. Miller                                      |                                                            |
| 2006 | Falling Objects                           | Helga                                            | Cortometraje                                               |
| 2007 | Bomb                                      | Sharon                                           | Cortometraje                                               |
| 2007 | Midnight Son                              | Rita                                             | Cortometraje                                               |
| 2007 | Black Irish                               | Margaret McKay                                   |                                                            |
| 2007 | The Cake Eaters                           | Ceci Kimbrough                                   |                                                            |
| 2007 | Dear Lemon Lima                           | Mrs. Howard                                      | Cortometraje                                               |
| 2007 | Racing Daylight                           | Sadie Stokes/Anna Stokes                         |                                                            |
| 2007 | I Believe in America                      | Soto                                             |                                                            |
| 2007 | Mr. Woodcock                              | Sally Jansen                                     |                                                            |
| 2007 | One Night                                 | Wendy                                            |                                                            |
| 2008 | Frozen River                              | Ray Eddy                                         |                                                            |
| 2008 | El asesino del alfabeto                   | Kathy Walsh                                      |                                                            |
| 2008 | Lullaby                                   | Stephanie                                        |                                                            |
| 2008 | Santa Mesa                                | Maggie                                           |                                                            |
| 2008 | Ball Don't Lie                            | Georgia                                          |                                                            |
| 2008 | This Is a Story About Ted and Alice       | Alice                                            | Cortometraje                                               |
| 2008 | Righteous Kill                            | Cheryl Brooks                                    |                                                            |
| 2008 | Predisposed                               | Penny                                            | Cortometraje                                               |
| 2009 | The Farm                                  | CO Helen Miller                                  | Película para televisión                                   |
| 2009 | Stephanie's Image                         | Stephanie                                        |                                                            |
| 2009 | True Adolescents                          | Sharon Mitchell                                  |                                                            |
| 2009 | Don McKay                                 | Marie                                            |                                                            |
| 2009 | La vida según Greta                       | Karen                                            |                                                            |
| 2009 | Veronika decide morir                     | Mari                                             |                                                            |
| 2009 | Dear Lemon Lima                           | Mrs. Howard                                      |                                                            |
| 2009 | Todos están bien                          | Colleen                                          |                                                            |
| 2010 | Welcome to the Rileys                     | Lois Riley                                       |                                                            |
| 2010 | The Dry Land                              | Martha                                           |                                                            |
| 2010 | The Space Between                         | Montine                                          |                                                            |
| 2010 | Betty Anne Waters                         | Nancy Taylor                                     |                                                            |
| 2010 | Queen of the Lot                          | Tía Bee                                          |                                                            |
| 2010 | The Fighter                               | Alice Ward                                       |                                                            |
| 2011 | Lost Revolution                           | Soto                                             |                                                            |
| 2011 | Red State                                 | Sara                                             |                                                            |
| 2011 | The Sea Is All I Know                     | Sara                                             | Cortometraje                                               |
| 2011 | Seven Days in Utopia                      | Lily                                             |                                                            |
| 2011 | The Brooklyn Brothers Beat the Best       | Sarah                                            |                                                            |
| 2012 | Why Stop Now                              | Penny Bloom                                      |                                                            |
| 2012 | Francine                                  | Francine                                         |                                                            |
| 2012 | Persephone                                | Demeter                                          | Cortometraje                                               |
| 2012 | El vuelo                                  | Ellen Block                                      |                                                            |
| 2013 | Bottled Up                                | Fay                                              |                                                            |
| 2013 | Charlie Countryman                        | Kate                                             |                                                            |
| 2013 | Oblivion                                  | Sally                                            |                                                            |
| 2013 | Call Me Crazy: A Five Film                | Robin                                            | Película para televisión                                   |
| 2013 | El mayordomo                              | Primera dama Mamie Eisenhower                    |                                                            |
| 2013 | Olympus Has Fallen                        | Secretaria de defensa Ruth McMillan              |                                                            |
| 2013 | Prisoners                                 | Holly Jones                                      |                                                            |
| 2014 | Dwegons and Leprechauns                   | Abuela Fitz / Butterfly McDweg / Mrs. Fitzgerald | Voz                                                        |
| 2014 | The Angriest Man in Brooklyn              | Bette Altmann                                    |                                                            |
| 2014 | The Equalizer                             | Susan Plummer                                    |                                                            |
| 2014 | The Ever After                            |                                                  |                                                            |
| 2015 | Mother's Day                              | Mary                                             | Cortometraje - Posproducción                               |
| 2015 | The Butterfly, the Harp and the Timepiece | Papillon                                         | Cortometraje - Posproducción                               |
| 2015 | London Has Fallen                         | Secretaria de defensa Ruth McMillan              |                                                            |
| 2015 | Reds and Grays                            | Martha                                           | Voz- Preproducción                                         |
| 2016 | Snowden                                   | Laura Poitras                                    |                                                            |
| 2017 | Novitiate                                 | Reverenda madre Marie Saint-Clair                |                                                            |
| 2017 | The Most Hated Woman in America           | Madalyn Murray O'Hair                            |                                                            |
| 2018 | The Ashram                                | Chandra                                          |                                                            |
| 2018 | Unlovable                                 | Maddie                                           |                                                            |
| 2018 | Furlough                                  | Joan Anderson                                    |                                                            |
| 2018 | The Equalizer 2                           | Susan Plummer                                    |                                                            |
| 2018 | The Parting Glass                         | Al                                               |                                                            |

### Series de televisión
| Año       | Serie                               | Personaje                                    | Notas                                           |
| --------- | ----------------------------------- | -------------------------------------------- | ----------------------------------------------- |
| 1984-1985 | All My Children                     | Linda Warner                                 | 6 episodios                                     |
| 1985      | The Equalizer                       | Irina Dzershinsky                            | 1 episodio: "The Defector"                      |
| 1987      | Spenser, detective privado          | Mary Hamilton                                | 1 episodio: "Mary Hamilton"                     |
| 1988      | División Miami                      | Kathleen Gilfords                            | 1 episodio: "Bad Timing"                        |
| 1989      | Gideon Oliver                       | Rebecca Hecht                                | 1 episodio: "Kennonite"                         |
| 1989-1990 | Jóvenes Jinetes                     | Emma Shannon                                 | 24 episodios                                    |
| 1989-1990 | Nasty Boys                          | Katie Morrissey                              | 2 episodios                                     |
| 1990      | Against the Law                     | Jill                                         | 1 episodio: "Where the Truth Lies"              |
| 1993-1997 | Homicide: Life on the Street        | Det. Sgt. Kay Howard                         | 77 episodios                                    |
| 1994      | Scarlett                            | Suellen O'Hara Benteen                       | Miniserie. 1 episodio: "Suellen O'Hara Benteen" |
| 1998      | Legacy                              | Emma Bradford                                | 2 episodios                                     |
| 2004      | Veronica Mars                       | Julia Smith                                  | 1 episodio: "Meet John Smith"                   |
| 2004      | CSI: En la escena del crimen        | Sybil Perez                                  | 1 episodio: "Harvest"                           |
| 2005      | La Ley y el Orden: Intento Criminal | Maureen Curtis                               | 1 episodio: "The Good Child"                    |
| 2005      | La palabra L                        | Winnie Mann                                  | 3 episodios                                     |
| 2006      | Shark                               | Elizabeth Rourke                             | 1 episodio: "Pilot"                             |
| 2007      | Mentes criminales                   | Georgia Davis                                | 1 episodio: "No Way Out"                        |
| 2007      | Caso cerrado                        | Tayna Raymes '94-'07                         | 1 episodio: "Thrill Kill"'                      |
| 1993-2008 | La Ley y el Orden                   | Alice Sutton / Sherri Quinn / Donna Cheponis | 3 episodios                                     |
| 2011      | Mildred Pierce                      | Lucy Gessler                                 | Miniserie. 5 episodios                          |
| 2012      | Louie                               | Laura                                        | 1 episodio: "Telling Jokes/Set Up"              |
| 2010-2012 | Treme                               | Antoinette "Toni" Bernette                   | 31 episodios                                    |
| 2015      | Wayward Pines                       | Enfermera Pam                                | 10 episodios.                                   |
| 2016      | Wayward Pines                       | Enfermera Pam                                | 1 episodio: "Érase una vez en Wayward Pines"    |

## Premios y distinciones
Óscar
| Año  | Categoría               | Película     | Resultado |
| ---- | ----------------------- | ------------ | --------- |
| 2009 | Mejor actriz            | Frozen River | Nominada  |
| 2011 | Mejor Actriz de Reparto | The Fighter  | Ganadora  |

### Globos de Oro
| Año  | Categoría               | Película    | Resultado |
| ---- | ----------------------- | ----------- | --------- |
| 2011 | Mejor Actriz de Reparto | The Fighter | Ganadora  |

### Primetime Emmy
| Año  | Categoría                                      | Serie          | Resultado |
| ---- | ---------------------------------------------- | -------------- | --------- |
| 2011 | Mejor Actriz de Reparto- Miniserie o Telefilme | Mildred Pierce | Nominada  |
| 2013 | Mejor Actriz Invitada - Serie de comedia       | Louie          | Ganadora  |

### Premios del Sindicato de Actores
| Año  | Categoría                                                                            | Película      | Resultado |
| ---- | ------------------------------------------------------------------------------------ | ------------- | --------- |
| 2009 | Mejor Actriz                                                                         | Río congelado | Nominada  |
| 2011 | Mejor actriz de reparto                                                              | The Fighter   | Ganadora  |
| 2011 | Mejor Reparto (compartido con Amy Adams, Jack McGee, Mark Wahlberg & Christian Bale) | The Fighter   | Nominada  |

### Critics' Choice Movie Awards
| Año  | Categoría                                                                                     | Película      | Resultado |
| ---- | --------------------------------------------------------------------------------------------- | ------------- | --------- |
| 2009 | Mejor Actriz                                                                                  | Río congelado | Nominada  |
| 2011 | Mejor Actriz de Reparto                                                                       | The Fighter   | Ganadora  |
| 2011 | Mejor Conjunto Actoral (compartido con Amy Adams, Jack McGee, Mark Wahlberg & Christian Bale) | The Fighter   | Ganadora  |

### Independent Spirit Awards
| Año  | Categoría    | Película      | Resultado |
| ---- | ------------ | ------------- | --------- |
| 2009 | Mejor actriz | Río congelado | Ganadora  |

### Satellite Awards[19]
| Año  | Categoría                                                | Película                   | Resultado |
| ---- | -------------------------------------------------------- | -------------------------- | --------- |
| 2008 | Mejor Actriz - Drama                                     | Río congelado              | Nominada  |
| 2013 | Mejor Actriz en una Miniserie o Película para Televisión | Call Me Crazy: A Five Film | Nominada  |

| Año                     | Premio                                                | Categoría | Trabajo                                  | Resultado              |
| ----------------------- | ----------------------------------------------------- | --- | ---------------------------------------- | ---------------------- |
| 1985                    | Daytime Emmy Awards                                   | Ingenue Sobresaliente / Mujer en una Serie de Drama                                                                              | All My Children                          | Nominada               |
| 2004                    | Phoenix Film Critics Society Awards                   | Mejor Conjunto Actoral (compartido con Benicio Del Toro, Clea DuVall, Sean Penn, Naomi Watts, entre otros)                       | 21 gramos                                | Ganadora               |
| 2004                    | Los Angeles Film Critics Association Awards           | Mejor Actriz de Reparto | 21 gramos                                | Ganadora (2.º puesto)  |
| 2006                    | Western Heritage Awards                               | Imagen Excepcional Cinematográfica (compartido con Tommy Lee Jones, Guillermo Arriaga, Barry Pepper, January Jones, entre otros) | Los tres entierros de Melquiades Estrada | Ganadora               |
| 2008                    | Method Fest                                           | Premio al Actor Desidente | Premio al Actor Desidente                | Ganadora               |
| 2008                    | Method Fest                                           | Mejor Actriz | Lullaby                                  | Ganadora               |
| 2008                    | Chicago Film Critics Association Awards               | Mejor Actriz | Río congelado                            | Nominada               |
| 2008                    | Florida Film Critics Circle Awards                    | Mejor Actriz | Río congelado                            | Ganadora               |
| 2008                    | Los Angeles Film Critics Association Awards           | Mejor Actriz | Río congelado                            | Ganadora (2.º puesto)  |
| 2008                    | Marrakech International Film Festival                 | Mejor Actriz | Río congelado                            | Ganadora               |
| 2008                    | New York Film Critics Circle Awards                   | Mejor Actriz | Río congelado                            | Ganadora (2.º puesto)  |
| 2008                    | Gotham Awards                                         | Revelación | Río congelado                            | Ganadora               |
| 2008                    | National Board of Review, USA                         | Spotlight Award | Río congelado                            | Ganadora               |
| 2008                    | Festival Internacional de Cine de San Sebastián       | Concha de Plata- Mejor Actriz | Río congelado                            | Ganadora               |
| 2008                    | Alliance of Women Film Journalists                    | Premio a la Persistencia | Río congelado                            | Ganadora               |
| 2008                    | Alliance of Women Film Journalists                    | Premio al Rendimiento | Río congelado                            | Nominada               |
| 2008                    | Alliance of Women Film Journalists                    | Mejor Actuación Revelación | Río congelado                            | Nominada               |
| 2009                    | Central Ohio Film Critics Association                 | Artista Revelación de Cine | Río congelado                            | Ganadora               |
| 2009                    | Central Ohio Film Critics Association                 | Mejor Actriz | Río congelado                            | Ganadora               |
| 2009                    | Independent Spirit Awards                             | Mejor Actriz | Río congelado                            | Ganadora               |
| 2009                    | National Society of Film Critics Awards, USA          | Mejor Actriz | Río congelado                            | Ganadora (2.º puesto)  |
| 2009                    | Festival Internacional de cine de Santa Bárbara       | Premio Virtuoso | Río congelado                            | Ganadora               |
| 2010                    | Tribeca Film Festival                                 | Mejor Narrativa de Nueva York- Mención Especial del Jurado                                                                       | The Space Between                        | Ganadora               |
| 2010                    | Capri, Hollywood International Film Festival          | Capri Actriz | Betty Anne Waters & The Fighter          | Ganadora               |
| 2010                    | Alliance of Women Film Journalists                    | Premio Perseverancia | Premio Perseverancia                     | Nominada               |
| 2010                    | Alliance of Women Film Journalists                    | Actriz que desafía a la edad y la discriminación por edad                                                                        | The Fighter                              | Nominada               |
| 2010                    | Alliance of Women Film Journalists                    | Mejor Actriz de Reparto | The Fighter                              | Nominada               |
| 2010                    | Boston Society of Film Critics Awards                 | Mejor Conjunto Actoral (compartido con Amy Adams, Jack McGee, Mark Wahlberg & Christian Bale)                                    | The Fighter                              | Ganadora               |
| 2010                    | Boston Society of Film Critics Awards                 | Mejor Actriz de Reparto | The Fighter                              | Ganadora (2.º puesto)  |
| 2010                    | Chicago Film Critics Association Awards               | Mejor Actriz de Reparto | The Fighter                              | Nominada               |
| 2010                    | Dallas-Fort Worth Film Critics Association Awards     | Mejor Actriz de Reparto | The Fighter                              | Ganadora               |
| 2010                    | Florida Film Critics Circle Awards                    | Mejor Actriz de Reparto | The Fighter                              | Ganadora               |
| 2010                    | Las Vegas Film Critics Society Awards                 | Mejor Actriz de Reparto | The Fighter                              | Nominada               |
| 2010                    | New York Film Critics Circle Awards                   | Mejor Actriz de Reparto | The Fighter                              | Ganadora               |
| 2010                    | Phoenix Film Critics Society Awards                   | Mejor Actriz de Reparto | The Fighter                              | Ganadora               |
| 2010                    | Southeastern Film Critics Association Awards          | Mejor Actriz de Reparto | The Fighter                              | Ganadora (2.º puesto)  |
| 2010                    | Toronto Film Critics Association Awards               | Mejor Actriz de Reparto | The Fighter                              | Nominada               |
| 2010                    | San Diego Film Critics Society Awards                 | Mejor Actriz de Reparto | The Fighter                              | Nominada               |
| 2010                    | San Diego Film Critics Society Awards                 | Mejor Conjunto Actoral (compartido con Amy Adams, Jack McGee, Mark Wahlberg & Christian Bale)                                    | The Fighter                              | Nominada               |
| 2010                    | Washington D. C. Area Film Critics Association Awards | Mejor Conjunto Actoral (compartido con Amy Adams, Jack McGee, Mark Wahlberg & Christian Bale)                                    | The Fighter                              | Nominada               |
| Mejor Actriz de Reparto | Washington D. C. Area Film Critics Association Awards | Ganadora | The Fighter                              |                        |
| 2011                    | Central Ohio Film Critics Association                 | Mejor Conjunto Actoral (compartido con Amy Adams, Jack McGee, Mark Wahlberg & Christian Bale)                                    | The Fighter                              | Ganadora               |
| 2011                    | Central Ohio Film Critics Association                 | Mejor Actriz de Reparto | The Fighter                              | Nominada               |
| 2011                    | National Society of Film Critics Awards, USA          | Mejor Actriz de Reparto | The Fighter                              | Ganadora (3.er puesto) |
| 2011                    | Sociedad de Críticos de Cine Online                   | Mejor Actriz de Reparto | The Fighter                              | Nominada               |
| 2011                    | Vancouver Film Critics Circle                         | Mejor Actriz de Reparto | The Fighter                              | Nominada               |
| 2011                    | Toronto Film Critics Association Awards               | Mejor Actriz de Reparto | The Fighter                              | Nominada               |
| 2011                    | Iowa Film Critics Awards                              | Mejor Actriz de Reparto | The Fighter                              | Ganadora               |
| 2011                    | Online Film & Television Association                  | Mejor Actriz de Reparto | The Fighter                              | Ganadora               |
| 2011                    | Online Film & Television Association                  | Mejor Actriz de Reparto en una Película o Miniserie                                                                              | Mildred Pierce                           | Nominada               |
| 2011                    | Fright Meter Awards                                   | Mejor Actriz de Reparto | Red State                                | Nominada               |
| 2011                    | Ischia Global Film & Music Festival                   | Premio Ischia Leyenda | Premio Ischia Leyenda                    | Ganadora               |
| 2011                    | Rhode Island International Film Festival              | Mejor Actriz | The Sea Is All I Know                    | Ganadora               |
| 2012                    | California Independent Film Festival                  | Mejor Actriz | The Sea Is All I Know                    | Ganadora               |
| 2012                    | Chlotrudis Awards                                     | Mejor Actriz de Reparto | Red State                                | Nominada               |
| 2012                    | Online Film & Television Association                  | Mejor actriz en una película o miniserie                                                                                         | The Space Between                        | Nominada               |
| 2013                    | Critics Choice Television Awards                      | Mejor Artista Invitado en una Serie de Comedia                                                                                   | Louie                                    | Nominada               |
| 2013                    | National Society of Film Critics Awards, USA          | Mejor Conjunto Actoral (compartido con Hugh Jackman, Jake Gyllenhaal, Viola Davis, Maria Bello, Terrence Howard, entre otros)    | Prisoners                                | Ganadora               |
| 2014                    | Premios Saturn                                        | Mejor Actriz de Reparto | Prisoners                                | Nominada               |
| 2014                    | CinEuphoria Awards                                    | Mejor Actriz de Reparto | Prisoners                                | Nominada               |